# クルンテープ 天使の都
『クルンテープ 天使の都』は2019年の宝塚歌劇団のレビュー作品。形式名は「レビュー・エキゾティカ」、上演期間は同年3月15日-4月15日（宝塚大劇場）、同年5月3日-6月9日（東京宝塚劇場）、作・演出は藤井大介。併演は『夢現無双』。

## 概要

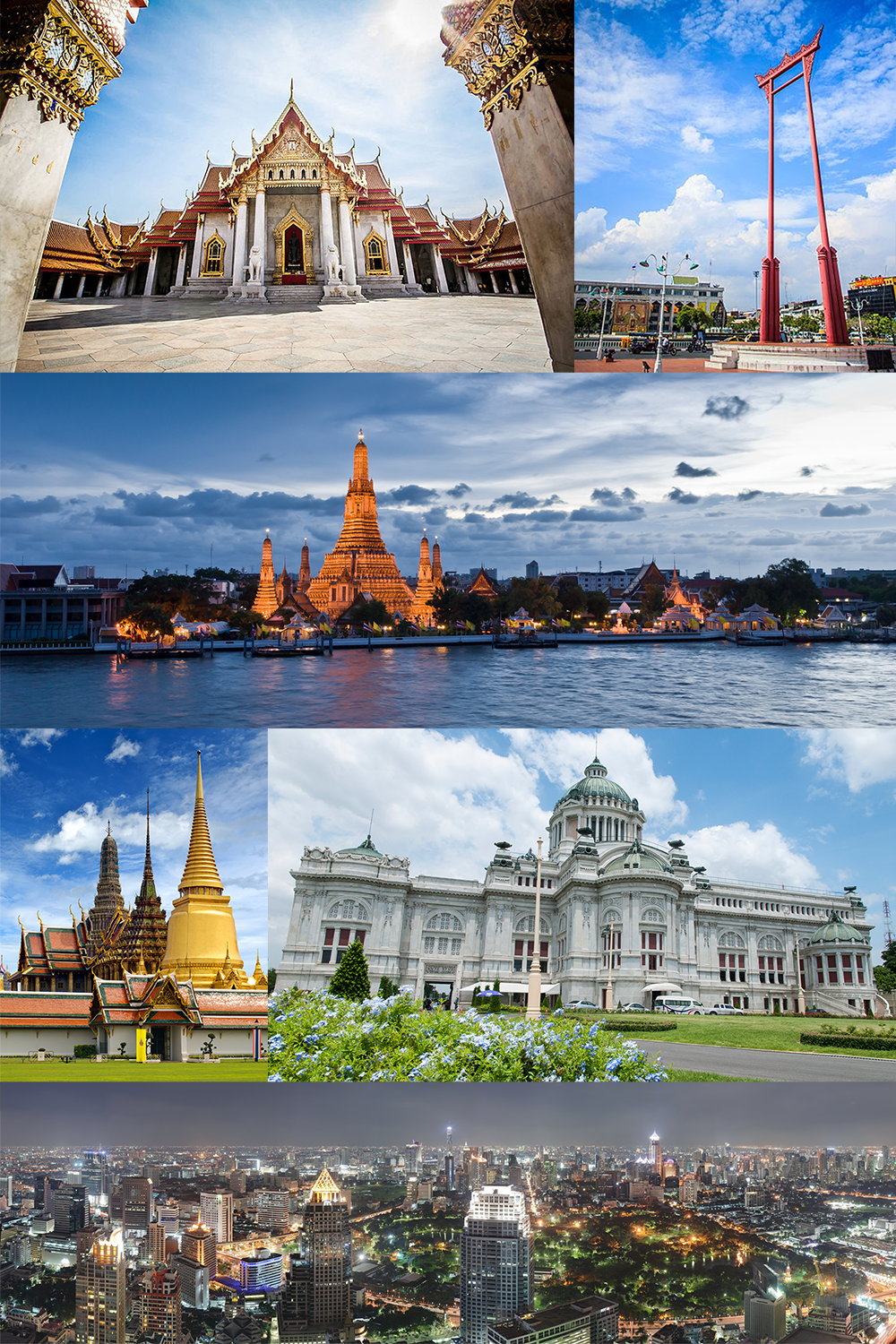
レビュー作品の舞台・バンコク

この作品はタイの首都・バンコクを舞台に題名の由来であるバンコクの正式名称「クルンテープ」の魅力を伝える内容である。美園さくらの娘役トップ披露公演であり、2番手スター・美弥るりかのさよなら公演である。
なお宝塚大劇場における平成最後、東京宝塚劇場における令和最初の舞台作品となった。

## 出演
- 珠城りょう
- 美園さくら
- 美弥るりか

- 月城かなと
- 暁千星

- 光月るう
- 夏月都

他、月組生
※ 海乃美月は休演

## スタッフ
- 作・演出：藤井大介